# Vaduri, Neamț
Vaduri este un sat în comuna Alexandru cel Bun din județul Neamț, Moldova, România.